# Енгел Макелара
Енгел Макелара (на албански: Engjel Makelara) е италиански ръгбист от албански произход. Играе в „Алгеро Ръгби 1975“ в Серия А, като предпочитаният му пост е хукър.

## Биография
Макелара е роден на 22 август 1996 година в град Дебър, Република Македония, в семейство по прозход от Макелари. Започва да играе ръгби на 14-годишна възраст. След няколко сезона, прекарани с жълто-червената фланелка на Басано, започва да играе с младежите на Бенетон и получава повиквателна от Националния отбор на Италия до 17 години. Играе за „Бенетон“ до сезон 2019 – 20 година.
От 2020 до 2023 година той играе за „Петрарка“ в италианския топ 12.